# Guiglelmo II Crispo
Guiglelmo II Crispo (fallecido en 1463) fue duque de Naxos de 1453 a 1463.
Sucedió a su sobrino nieto Gian Giacomo Crispo, hijo póstumo de su sobrino Giacomo II Crispo, después de haber asegurado la regencia del ducado.

## Orígenes
La familia Crispo probablemente provenía de Verona. Francesco I Crispo, el fundador de la dinastía era señor de Milo, por tanto vasallo del duque de Naxos y su pariente por matrimonio, ya que se había casado con una nieta del duque Guiglelmo I Sanudo. Se apoderó del trono de Naxos después de haber asesinado al legítimo duque Niccolò dalle Carceri. Su hijo Giacomo I Crispo acentuó su legitimidad al casarse también con un miembro de la familia Sanudo: Fiorenza Sommaripa, nieta de la duquesa homónima Fiorenza Sanudo y del duque por matrimonio Niccolò Sanudo Spezzabanda. Giacomo I solo había tenido dos hijas y la familia Crispo había decidido aplicar la ley sálica. Por tanto, fue su hermano Giovanni II Crispo, señor de Milo y Kímolos, quien le sucedió, luego el ducado pasó al hijo de Giovanni II: Giacomo II Crispo, luego a su hijo póstumo, Gian Giacomo Crispo. La regencia fue asegurada primero por su tío abuelo Niccolò y a la muerte de este último por un segundo tío abuelo, Guiglelmo II. A la muerte de Gian Giacomo, de siete años, la ley sálica significó que el ducado pasaría al pariente más cercano, el regente Guiglelmo II.

## Duque de Naxos
El año en que Guiglelmo II ascendió al trono de Naxos, Constantinopla cayó ante los otomanos de Mehmed II. Envió sus felicitaciones al sultán y le mandó regalos a Edirne. De este modo esperaba evitar ser a su vez si no conquistado al menos preocupado.
Sin embargo, el sultán se enteró de que los piratas cristianos que operaban en el mar Egeo desembarcaban y se reabastecían en los puertos del ducado. Por lo tanto, envió una flota comandada por Yunus Bajá contra Naxos. Fue parcialmente destruido por una tormenta y perdió veinticinco galeras. El almirante aparentemente abandonó su ataque. En el camino atacó Samotracia de la que expulsó a Dorino II Gattilusio, quien se refugió en Naxos y donde se casó con una de las mujeres de la familia Crispo.
En abril de 1454, la República de Venecia firmó un tratado de paz con Mehmed II en la que se incluyó el Ducado de Naxos. Guiglelmo II luego fue en peregrinación a Patmos para agradecer a Dios por su protección. Ofreció al monasterio de San Juan el Teólogo una lámpara de plata.
Guiglelmo II gobernó directamente siete islas de las Cícladas. Varios otros estaban gobernados por nobles romanos que eran sus vasallos pero que se comportaban más como señores independientes.
Hacia el final de su vida, el duque estaba cada vez más enfermo y débil. Iba con mucha frecuencia a Milo donde tomaba baños calientes. Habría muerto por haber abusado de estos baños.[cita requerida] Dejó un hijo ilegítimo que, por tanto, no pudo heredar. Le había concedido un feudo en Naxos, cerca del pueblo de Filoti. Le debía por esta plaza fuerte que incluía prados, huertos y pozos, el pago de una manzana en Navidad. Guiglelmo II solo había tenido una hija legítima. La ley sálica y la diplomacia veneciana pasaron el ducado a un sobrino suyo, el hijo del ex regente Niccolò, Francesco II Crispo.